# Class of 1999
Pour les articles homonymes, voir Class.
Série
Class 1984
(1982) Class of 2001
(1994)
Pour plus de détails, voir Fiche technique et Distribution.
Class of 1999 est un film américain réalisé par Mark L. Lester, sorti en 1990. Il fait suite à Class 1984, du même réalisateur, sorti en 1982. Ce second film tend vers la science-fiction, très loin du premier film. Class of 1999 est suivi par Class of 2001 de Spiro Razatos sorti en 1994.

## Synopsis
En 1999, la violence s'est propagée aux États-Unis. Les lycées sont désormais aux mains des gangs et sont situés dans des free fire zones où la police ne s'aventure plus. Pour contrer cela, le gouvernement lance le programme spécial D.E.D. (Department of Education Defense). Pour le compte de MegaTech, le Dr. Bob Forrest a reprogrammé trois androïdes de l'armée qu'il va intégrer dans la Kennedy High School de Seattle. Ces machines, sans pitié, entendent bien faire régner l'ordre et la discipline dans l'établissement. C'est dans ce contexte que tente de survivre Cody, un élève fraichement libéré de prison. Ils se lie avec Christie Langford, la fille du proviseur du lycée. Quand les trois androïdes disjonctent et alors ils sont incontrôlables, il n'y a plus qu'une seule règle : survivre ou mourir.

## Fiche technique
- Titre original : Class of 1999
- Réalisation : Mark L. Lester
- Scénario : C. Courtney Joyner, d'après une histoire de Mark L. Lester
- Musique : Michael Hoenig
- Photographie : Mark Irwin
- Montage : Scott Conrad
- Décors : Steven Legler
- Costumes : Leslie Peters Ballard
- Production : Mark L. Lester
- Sociétés de production : Lightning Pictures et Vestron Pictures (en)
- Pays d'origine :  États-Unis
- Langue : anglais
- Format : Couleurs - 1,85:1 - Dolby - 35 mm
- Genre : action, science-fiction post-apocalyptique, thriller
- Durée : 99 minutes
- Budget : 5,2 millions de dollars
- Date de sortie :

 États-Unis : 11 mai 1990
- Classification : Interdit aux moins de 12 ans[Où ?]

## Distribution
- Bradley Gregg (en) (VF : Thierry Wermuth) : Cody Culp
- Traci Lind (VF : Malvina Germain) : Christie Langford
- John P. Ryan (VF : Pierre Hatet) : M. Hardin
- Pam Grier (VF : Maïk Darah) : Mlle Connors
- Patrick Kilpatrick (VF : Michel Vigné) : M. Bryles
- Stacy Keach (VF : Marc Moro) : Dr. Bob Forrest
- Malcolm McDowell (VF : Jean-Pierre Leroux) : le proviseur Miles Longford
- James Medina (VF : Emmanuel Jacomy) : Hector
- Joshua John Miller (VF : Mark Lesser) : Angelo
- Jason Oliver (VF : Vincent Ropion) : Curt
- Jill Gatsby (VF : Virginie Ledieu) : Dawn
- Darren E. Burrows : Sonny
- Sean Hagerty : Reedy
- Sharon Wyatt : Janice Culp
- James McIntire (VF : Guy Chapellier) : le technicien n°1
- Lee Arenberg : le technicien n°2
- Rose McGowan : une jeune fille près du bureau de Langford (non créditée)

## Production
Mark L. Lester réalise lui-même la suite de son film Class 1984, sorti en 1982. Il développe l'histoire originale alors que le scénario final est signé par C. Courtney Joyner. Pour le style visuel du film, le réalisateur cite Mad Max 2 : Le Défi et Quand la ville dort comme influences.
Malcolm McDowell est initialement envisagé pour jouer le Dr. Bob Forrest. Il incarne finalement le Dr. Miles Longford. Ce film marque les débuts à l'écran de Rose McGowan, dans un rôle non crédité.
Le tournage s'est déroulé en 1988 à Seattle et ses environs, notamment dans la Lincoln High School (en).

## Bande originale
- Death and Destruction, interprété par Pancho D. Rock
- New Drug, interprété par 24-7 Spyz
- Underground, interprété par John Moore
- Head Like a Hole, interprété par Nine Inch Nails
- Come the Day, interprété par Midge Ure

## Distinctions
- Prix du meilleur espoir masculin pour Joshua John Miller, lors des Young Artist Awards 1991[3].